# Junicode
Junicode è un font liberamente distribuibile progettato da Peter Baker per la riproduzione di testi medievali. Lo stile appare un ibrido tra un rinascimentale Garamond e tipi del diciottesimo secolo come il Caslon. Include i caratteri usati nei testi europei del medioevo.